# Omul mort
Omul mort  este o pictură în ulei pe pânză din 1864-1865 a pictorului francez Édouard Manet, realizată într-o perioadă în care Manet era puternic influențat de teme spaniole și de pictori spanioli precum Diego Velázquez, Francisco de Goya și de coride. La 14 septembrie 1865, Manet i-a scris lui Baudelaire:
„Unul dintre cele mai frumoase, mai curioase și mai groaznice spectacole pe care le poate vedea cineva este o vânătoare de tauri. La întoarcere, sper să pun pe pânză aspectul strălucitor, pâlpâitor și în același timp dramatic al coridei la care am participat.”
Printre celelalte picturi ale sale pe această temă sunt Matador salutând și Corida.

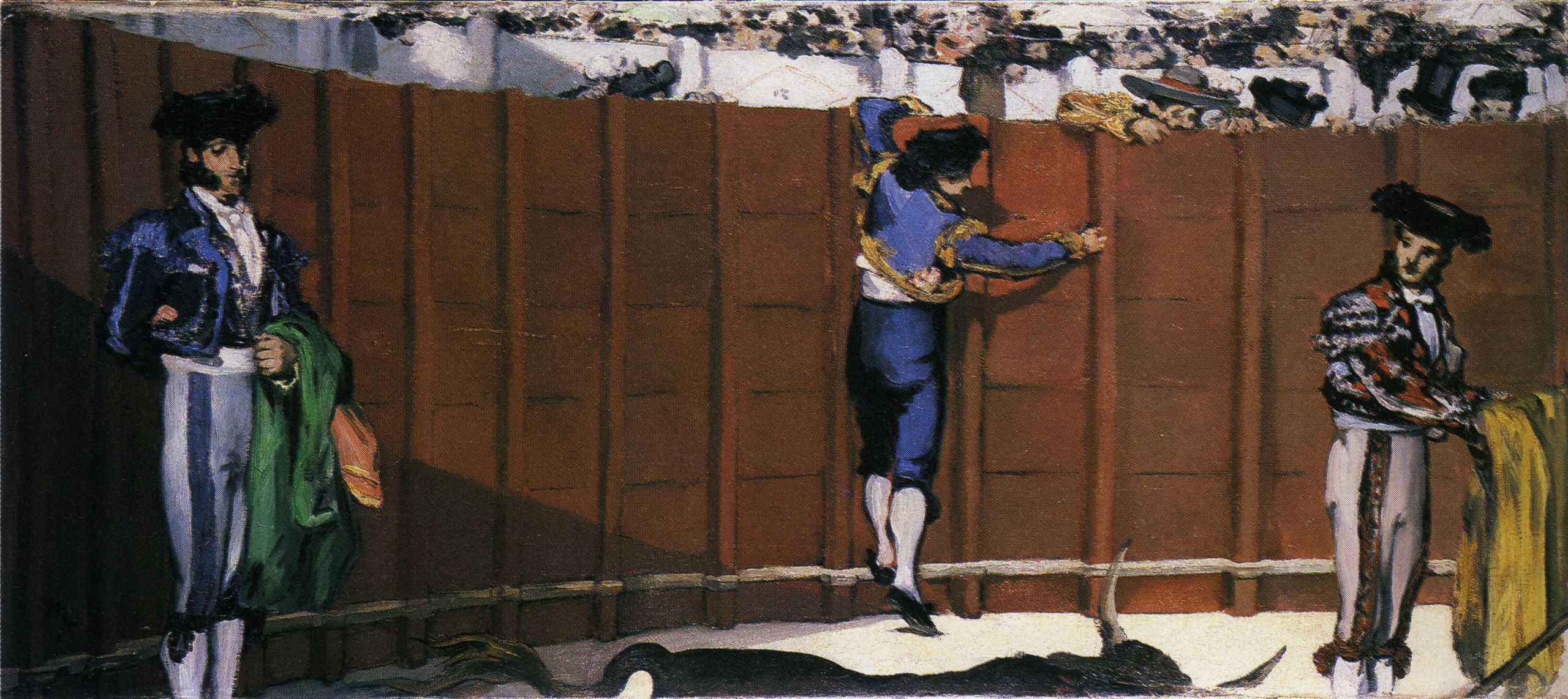
Corida (New York, Frick Collection).

Lucrarea a făcut parte inițial dintr-o compoziție mai mare intitulată Episod dintr-o coridă, influențată direct de pictura La Tauromaquia a lui Goya și de Luptele cu tauri a lui Alfred Dehodencq. Pictura a fost acceptată pentru Salonul din 1864, unde mulți critici au identificat Un soldat mort ca fiind una dintre principalele inspirații pentru personajul care a devenit Omul mort. Aceasta e posibil să fi fost realizată de un artist napolitan, dar atribuită lui Diego Velázquez și s-a aflat apoi în colecția lui Hermann Alexander de Pourtalès, ulterior fiind achiziționată de National Gallery, Londra. În relatarea sa completă despre Salonul de la Paris din 1864, Théophile Thoré-Burger a afirmat chiar că „figura toreadorului mort este copiată cu îndrăzneală după o capodoperă din galeria Pourtalès, pictată de Vélasquez”. A insinuat că Manet a copiat direct acea lucrare, un comentariu respins cu fermitate de Baudelaire. 
O fotografie foarte mare a Soldatului mort a fost publicată de Goupil în 1863 și unii chiar au teoretizat că Manet a văzut originalul înainte de a picta Episod dintr-o coridă. De asemenea, criticii au identificat pictura ca fiind influențată de Cezarul mort al lui Jean-Léon Gérôme sau chiar de o ilustrare din romanul Histoire de Gil Blas de Santillane de Jean Gigoux. Influența principală a fost, probabil, Vélasquez, o influență care se vede și în Execuția împăratului Maximilian de Manet. De asemenea, criticii au batjocorit lipsa de alinare a Episodului, proporțiile slabe ale figurilor sale și spațiul ireal. Deranjat de această critică, Manet a împărțit pânza în două. A păstrat două părți ale operei originale - Omul mort este una dintre ele, deși a fost supusă unei reelaborări majore de către Manet după ce a fost tăiată din lucrarea inițială, transformând-o într-o puternică lucrare independentă. Pentru a-i conferi un caracter mai universal, el a redenumit-o cu numele pe care îl are acum și pentru a fi prezentată la Salonul din 1867]. Cealaltă parte păstrată de Manet este acum intitulată Corida - semnătura lui Manet i-a fost adăugată după moartea sa.